# Thomas Holland, II conte di Kent

Stemma di Thomas Holland

Thomas Holland (Upholland, 1350 – Arundel, 25 aprile 1397) fu il secondo conte di Kent e terzo Barone Holland. Fu inoltre consigliere del re Riccardo II d'Inghilterra e un militare inglese.

## Biografia
Era figlio di Thomas Holland, I conte di Kent e Joan di Kent. Nacque a Upholland nel Lancashire.
Alla morte del padre nel 1360 divenne terzo barone di Holland.
All'età di sedici anni nel 1366 venne nominato capitano dell'esercito inglese in Aquitania. Negli anni successivi prese parte a diverse campagne militari e nel 1375 ricevette la nomina a cavaliere dell'Ordine della Giarrettiera.
Il suo fratellastro Riccardo divenne re di Inghilterra nel 1377 e Thomas divenne consigliere personale del re da cui ricevette molti privilegi tra cui la nomina a conte di Kent nel 1381, titolo appartenuto a loro madre Joan.
Prima di morire ricevette anche il Castello di Carisbrooke. Morì nel castello di Arundel nel 1397.

## Matrimonio e discendenza
Il 10 aprile 1364 sposò Alice FitzAlan, figlia di Richard FitzAlan, X conte di Arundel.
La coppia ebbe otto figli:
- Alianore Holland (1373 - ottobre 1405);
- Thomas Holland, I duca di Surrey (1374 - 7 gennaio 1400);
- Joan Holland (1380-12 aprile 1434);
- John Holland  (1382-?);
- Edmund Holland, IV conte di Kent (6 gennaio 1384 - 15 settembre 1408);
- Margaret Holland (1385 - 31 dicembre 1439);
- Elizabeth Holland (?-1423);
- Eleanor Holland (1386 - dopo 1413);
- Bridget Holland (?-?).

Attraverso i matrimoni delle sue figlie, divenne antenato di molti protagonisti della Guerra delle due rose, tra cui Riccardo Plantageneto, terzo duca di York e Warwick, il Kingmaker . Fu anche un antenato della regina consorte Caterina Parr, la sesta e ultima moglie del re Enrico VIII d'Inghilterra.

## Ascendenza
|                                             |                            |                                          | Genitori                              |  |  | Nonni |  |  | Bisnonni              |  |  | Trisnonni              |  |
|                                             |                            |                                          |                                       |  |  |       |  |  | sir Robert de Holland |  |  | sir Thurstan de Holand |  |
|                                             |                            |                                          |                                       |  |  |       |  |  | sir Robert de Holland |  |  | sir Thurstan de Holand |  |
|                                             |                            | Elinor Kellet                            |                                       |  |  |       |  |  | sir Robert de Holland |  |  |                        |  |
| Robert de Holland, I barone di Holand       |                            |                                          |                                       |  |  |       |  |  | sir Robert de Holland |  |  |                        |  |
|                                             |                            | Elizabeth de Samlesbury                  | sir William de Samlesbury             |  |  |       |  |  |                       |  |  |                        |  |
|                                             |                            | Elizabeth de Samlesbury                  | sir William de Samlesbury             |  |  |       |  |  |                       |  |  |                        |  |
|                                             |                            | Elizabeth de Samlesbury                  | Avina de Notton                       |  |  |       |  |  |                       |  |  |                        |  |
| Thomas Holland, I conte di Kent             |                            | Elizabeth de Samlesbury                  |                                       |  |  |       |  |  |                       |  |  |                        |  |
|                                             |                            | Alan la Zouche, I barone Zouche di Ashby | Roger de la Zouche, lord di Ashby     |  |  |       |  |  |                       |  |  |                        |  |
|                                             |                            | Alan la Zouche, I barone Zouche di Ashby | Roger de la Zouche, lord di Ashby     |  |  |       |  |  |                       |  |  |                        |  |
|                                             |                            | Alan la Zouche, I barone Zouche di Ashby | Ela Longespee                         |  |  |       |  |  |                       |  |  |                        |  |
| Maude la Zouche                             |                            | Alan la Zouche, I barone Zouche di Ashby |                                       |  |  |       |  |  |                       |  |  |                        |  |
|                                             |                            | Elanor de Seagrave                       | Nicholas de Segrave, I barone Segrave |  |  |       |  |  |                       |  |  |                        |  |
|                                             |                            | Elanor de Seagrave                       | Nicholas de Segrave, I barone Segrave |  |  |       |  |  |                       |  |  |                        |  |
|                                             |                            | Elanor de Seagrave                       | Matilda de Lucy                       |  |  |       |  |  |                       |  |  |                        |  |
| Thomas Holland, II conte di Kent            |                            | Elanor de Seagrave                       |                                       |  |  |       |  |  |                       |  |  |                        |  |
|                                             | Edward I, re d'Inghilterra | Henry III, re d'Inghilterra              |                                       |  |  |       |  |  |                       |  |  |                        |  |
|                                             | Edward I, re d'Inghilterra | Henry III, re d'Inghilterra              |                                       |  |  |       |  |  |                       |  |  |                        |  |
|                                             | Edward I, re d'Inghilterra | Éléonore di Provenza                     |                                       |  |  |       |  |  |                       |  |  |                        |  |
| Edmund, I conte di Kent                     | Edward I, re d'Inghilterra |                                          |                                       |  |  |       |  |  |                       |  |  |                        |  |
|                                             |                            | Marguerite di Francia                    | Philippe III, re di Francia           |  |  |       |  |  |                       |  |  |                        |  |
|                                             |                            | Marguerite di Francia                    | Philippe III, re di Francia           |  |  |       |  |  |                       |  |  |                        |  |
|                                             |                            | Marguerite di Francia                    | Maria di Brabante                     |  |  |       |  |  |                       |  |  |                        |  |
| Joan, IV contessa di Kent                   |                            | Marguerite di Francia                    |                                       |  |  |       |  |  |                       |  |  |                        |  |
|                                             |                            | John Wake, I barone Wake di Liddel       | sir Baldwin Wake, III, lord di Bourne |  |  |       |  |  |                       |  |  |                        |  |
|                                             |                            | John Wake, I barone Wake di Liddel       | sir Baldwin Wake, III, lord di Bourne |  |  |       |  |  |                       |  |  |                        |  |
|                                             |                            | John Wake, I barone Wake di Liddel       | Hawise de Quincy                      |  |  |       |  |  |                       |  |  |                        |  |
| Margaret Wake, III baronessa Wake di Liddel |                            | John Wake, I barone Wake di Liddel       |                                       |  |  |       |  |  |                       |  |  |                        |  |
|                                             |                            | Joan de Fiennes                          | William de Fiennes, barone di Tingry  |  |  |       |  |  |                       |  |  |                        |  |
|                                             |                            | Joan de Fiennes                          | William de Fiennes, barone di Tingry  |  |  |       |  |  |                       |  |  |                        |  |
|                                             |                            | Joan de Fiennes                          | Blanche de Brienne                    |  |  |       |  |  |                       |  |  |                        |  |
|                                             |                            | Joan de Fiennes                          |                                       |  |  |       |  |  |                       |  |  |                        |  |